# Lewis Bayly
Lewis Bayly (1565 - 26 oktober 1631) was een bisschop van de Anglicaanse Kerk en een vooraanstaand piëtistisch-puriteins schrijver.
Baylys was bisschop in Bangor en schreef het boek The Practice of Piety, dat een handleiding is voor de beoefening van de godzaligheid. Tegen het einde van de zeventiende eeuw was het in een kleine zestig edities verschenen. Onder toezicht van Gijsbertus Voetius is dit boek vertaald in het Nederlands. In zijn boek over de beoefening van de godzaligheid stelt hij dat het gewenst is om ieder jaar de gehele Bijbel in lectio continua door te lezen. Naast het lezen uit de Bijbel pleit hij ervoor dat de huisgodsdienstoefeningen bestaan uit gebed en psalmgezang. Daarnaast ziet Bayly ruimte voor vasten.